# بني عربي حضرمي
بني عربي حضرمي (الاسم العلمي: Arabibarbus hadhrami)، نوع من شعاعيات الزعانف المنتمية إلى جنس البني العربي. هذا النوع مستوطن في اليمن، يوجد في حوض تصريف وادي حضرموت / وادي المسيلة.